# Хронологія світових рекордів з бігу на 60 метрів з бар'єрами серед жінок
Світові рекорди з легкої атлетики з бігу на 60 метрів з бар'єрами серед жінок визнаються Світовою легкою атлетикою з-поміж результатів, показаних легкоатлетками як просто неба, так і в приміщенні, за умови дотримання встановлених вимог.
Ратифікація світових рекордів в цій дисципліні була розпочата на аренах з короткою доріжкою під дахом (в приміщенні) з 1 січня 1987. До 1987, велась неофіційна статистика вищих світових досягнень з бігу на 60 метрів з бар'єрами в приміщенні, як за автоматичним (електронним), так і за ручним хронометражем.
Із 1 листопада 2024 ратифікація світових рекордів у цій дисципліні була поширена також і на результати, які будуть показані і просто неба.

## Хронологія вищих світових досягнень

### Ручний хронометраж
| Результат | Атлет                  | Місто змагань | Дата змагань | Примітки | Відео |
| --------- | ---------------------- | ------------- | ------------ | -------- | ----- |
| 8,1i      | Ірина Пресс СРСР       | Дортмунд      | 27.03.1966   |          |       |
| 8,1i      | Карін Бальцер НДР      | Софія         | 14.03.1971   |          |       |
| 8,1i      | Єва Вільмс ФРН         | Берлін        | 30.01.1977   |          |       |
| 7,9i      | Олена Бісерова СРСР    | Ленінград     | 22.01.1984   |          |       |
| 7,7i      | Тетяна Малюванець СРСР | Київ          | 03.02.1984   |          |       |

### Автоматичний хронометраж
| Результат | Атлет                  | Місто змагань | Дата змагань | Примітки | Відео |
| --------- | ---------------------- | ------------- | ------------ | -------- | ----- |
| 8,06i     | Аннелі Ергардт НДР     | Роттердам     | 11.03.1973   |          |       |
| 8,02i     | Аннелі Ергардт НДР     | Роттердам     | 11.03.1973   |          |       |
| 7,90i     | Аннелі Ергардт НДР     | Гетеборг      | 07.03.1974   |          |       |
| 7,86i     | Гражина Рабштин Польща | Забже         | 07.02.1979   |          |       |
| 7,86i     | Гражина Рабштин Польща | Забже         | 08.02.1979   |          |       |
| 7,84i     | Гражина Рабштин Польща | Забже         | 16.03.1980   |          |       |
| 7,84i     | Гражина Рабштин Польща | Забже         | 17.03.1980   |          |       |
| 7,77i     | Зофія Бєльчик Польща   | Зіндельфінген | 01.03.1980   |          |       |
| 7,75i     | Беттіне Ян НДР         | Будапешт      | 05.03.1983   |          |       |

## Хронологія світових рекордів
| Результат                           | Атлет                            | Місто змагань | Дата змагань | Примітки    | Відео            |                  |
| ----------------------------------- | -------------------------------- | ------------- | ------------ | ----------- | ---------------- | ---------------- |
| 7,74i                               | Йорданка Донкова Болгарія        | Софія         | 14.02.1987   |             |                  |                  |
| 7,73i                               | Корнелія Ошкенат НДР             | Відень        | 25.02.1989   |             |                  |                  |
| 7,71i                               | Людмила Нарожиленко СРСР         | Челябінськ    | 04.02.1990   |             |                  |                  |
| 7,69i                               | Людмила Нарожиленко СРСР         | Челябінськ    | 04.02.1990   |             |                  |                  |
| 7,68i                               | Сусанна Каллур Швеція            | Карлсруе      | 10.02.2008   | [ 1 ] [ 2 ] | Відео на YouTube |                  |
| 7,67i                               | Девінн Чарлтон Багамські Острови | Нью-Йорк      | 11.02.2021   | [ 3 ] [ 4 ] | Відео на YouTube |                  |
| 7,67i                               | Тія Джонс США                    | Альбукерке    | 16.02.2024   | [ 5 ] [ 4 ] |                  |                  |
| 7,65i                               | Девінн Чарлтон Багамські Острови | Глазго        | 03.03.2024   | [ 6 ] [ 7 ] |                  | Відео на YouTube |
| 1 рік, 23 дні від дати встановлення |                                  |               |              |             |                  |                  |